# Megachile fulvofasciata
Megachile fulvofasciata là một loài Hymenoptera trong họ Megachilidae. Loài này được Radoszkowski mô tả khoa học năm 1882.